# Світло (телеканал)
«Світло» — загальноукраїнський розважальний телеканал.

## Історія
Телеканал «Epoque» розпочав мовлення 1 квітня 2016 року. Одночасно було запущено його версію у форматі високої чіткості (HD) «Epoque HD». За форматом телеканал позиціонувався як документальний телеканал про осіб, події, винаходи та відкриття.
20 липня 2023 року Національна рада України з питань телебачення і радіомовлення змінила технологію мовлення з супутникового на OTT/IPTV.
21 серпня 2023 року телеканал провів ребрендинг у «Світло», змінивши формат із пізнавального на розважальний. У програмній сітці з'явилися програми, серіали та фільми виробництва «Film.UA».
31 жовтня став переможцем конкурсу на отримання ліцензії на мовлення в MX-7 цифрової етерної мережі DVB-T2. 1 листопада телеканал розпочав тестове мовлення, а 1 квітня 2024 року — повноцінне.

## Логотип
| Логотип | Опис                   |
| ------- | ---------------------- |
|         | Перший логотип каналу. |
|         | Другий логотип каналу. |
|         | Третій логотип каналу. |

## Наповнення етеру

### Програми
- А що по сексу?
- Бойові нагороди
- Великі мрійники
- Від шефа
- Всередині музики
- Журнал «Rolling Stone»
- Клопотенко
- Марко Черветті
- Містичні історії
- Містичні історії. Новий погляд
- Народний шеф
- Навчи дружину кермувати
- «Реальний секс» з Юлією Гайворонською
- Родичі в турне
- Смачно з Тетяною Литвиновою
- Спадщина
- Страх у твоєму домі
- У формі зірки
- Час у похід
- Хавтукук
- Школа доктора Комаровського
- Шляхами крафтярів
- ProArt

### Телесеріали
- Відважні
- Гарна дружина
- Жіночий лікар
- Жіночий лікар. Нове життя
- І будуть люди
- Кохана вчителька
- Лінія світла
- Майор і магія
- Новенька
- Поліція Гаваїв
- Пошта
- Роман з детективом
- Скажені сусіди
- Та, що бачить завтра
- Хованки
- Черговий лікар
- Швидка

### Мультсеріали
- Ескімоска
- Хоробрі зайці
- Робокар Полі

### Документальні серіали
- Всесвітня природна спадщина
- Герой
- Злочини у лікарнях
- Історія воєн та зброї
- Історія ірландських замків
- Невідома Африка
- Острови
- Секрети замків Великої Британії
- Як нацисти програли війну

## Мовлення

### Етерне цифрове мовлення
| Канал | Мультиплекс | Стандарт | EPG        | Формат мовлення |
| ----- | ----------- | -------- | ---------- | --------------- |
| 6     | MX-7        | DVB-T2   | Green tick | SD 576i 16:9    |

## Порушення у дні жалоби
Моніторинг Національної ради показав, що 20 січня 2025 року телеканал «Світло» не поширював інформацію про 10-річчя з часу завершення боїв за Донецький аеропорт у повному обсязі, а саме мінімум — раз на дві години. В результаті регулятор виніс припис.
У День пам'яті жертв Голокосту 27 січня того ж року «Світло» знову не в повному обсязі інформував в етері. За це регулятор знову виніс припис.